# Alright (bài hát của Janet Jackson)
"Alright" là một bài hát của ca sĩ người Mỹ Janet Jackson nằm trong album phòng thu thứ tư của cô, Janet Jackson's Rhythm Nation 1814 (1989). Nó được phát hành vào ngày 4 tháng 3 năm 1990 bởi A&M Records như là đĩa đơn thứ 4 trích từ album.
Sau khi phát hành, bài hát nhận được những phản ứng tích cực từ các nhà phê bình âm nhạc, và nhận hai đề cử giải Grammy cho rình diễn giọng R&B nữ xuất sắc nhất và Bài hát R&B xuất sắc nhất vào năm 1991. Về mặt thương mại, "Alright" đạt vị trí thứ 4 trên bảng xếp hạng Billboard Hot 100, trở thành đĩa đơn thứ 4 liên tiếp lọt vào top 5, nhưng cũng là đĩa đơn đầu tiên từ album không lọt vào top 2. Ngoài ra, với việc đạt hạng nhất trên Hot Dance Club Play, nó là đĩa đơn thứ 4 liên tiếp từ Rhythm Nation 1814 đứng đầu bảng xếp hạng này, phá vỡ kỷ lục trước đó của Madonna. Jackson cũng biểu diễn bài hát trong tất cả các chuyến lưu diễn trong sự nghiệp của mình.

## Danh sách các phiên bản chính thức

### 1990
- 7" R&B Mix hợp tác với Heavy D – 4:53
- 7" R&B Mix - 4:34
- 12" R&B Mix hợp tác với Heavy D – 7:17
- 12" R&B Mix - 7:19
- 7" House Mix hợp tác với Heavy D – 4:59
- 7" House Mix - 4:21
- 12" House Mix hợp tác với Heavy D – 8:30
- 12" House Mix - 7:12
- Hip Hop Mix Chỉnh sửa hợp tác với Heavy D - 5:11
- Hip Hop Mix hợp tác với Heavy D – 7:24
- Hip House Dub – 6:40
- House Mix Chỉnh sửa - 5:03
- House Mix – 9:10
- House Dub – 5:58

### 1996
- CJ Radio – 3:40
- CJ Extended Mix – 6:32
- Tee's Club Mix – 6:19
- Tee's Beats – 3:24

## Danh sách bài hát
| Đĩa 7" quốc tế/Đĩa CD 3" tại Nhật/Đĩa đơn cassette 1. "Alright" (7" R&B Mix) 2. "Alright" (7" remix) Đĩa 7" bản giới hạn tại Vương quốc Anh 1. "Alright" (7" House Mix) 2. "Come Back to Me" (bản tiếng Tây Ban Nha) Đĩa đơn cassette tại Vương quốc Anh 1. "Alright" (House Mix) 2. "Come Back to Me" (bản tiếng Tây Ban Nha) Đĩa 12" tại Vương quốc Anh 1. "Alright" (Hip Hop Mix) 2. "Alright" (House Mix) Đĩa CD maxi tại Vương quốc Anh 1. "Alright" (House Mix) 2. "Alright" (Hip Hop Mix UK chỉnh sửa) 3. "Alright" (House Mix UK chỉnh sửa) 4. "Come Back to Me" (bản tiếng Tây Ban Nha) | Đĩa 12" quốc tế 1. "Alright" (12" R&B Mix) – 7:17 2. "Alright" (7" R&B Mix) – 4:34 3. "Alright" (a cappella) – 3:26 4. "Alright" (12" House Mix) – 8:30 5. "Alright" (Hip House Dub) – 6:40 6. "Alright" (House Dub) – 5:58 Đĩa CD maxi tại Nhật 1. "Alright" (7" Remix) – 4:35 2. "Alright" (7" R&B Mix) – 4:54 3. "Alright" (7" House Mix) – 4:23 4. "Alright" (7" House Mix) – 4:59 5. "Alright" (12" R&B Mix) – 7:20 6. "Alright" (12" House Mix) – 8:31 7. "Alright" (House Dub) – 5:58 8. "Alright" (bản LP) – 6:28 |

## Xếp hạng và chứng nhận
| Bảng xếp hạng (1990)                 | Vị trí cao nhất |
| ------------------------------------ | --------------- |
| Belgian Singles Chart (Flanders)     | 29              |
| Dutch Single Top 100                 | 35              |
| Canadian Singles Chart               | 6               |
| German Singles Chart                 | 43              |
| Irish Singles Chart                  | 14              |
| New Zealand Singles Chart            | 28              |
| UK Singles Chart                     | 20              |
| U.S. Billboard Hot 100               | 4               |
| U.S. Billboard Hot R&B/Hip-Hop Songs | 2               |
| U.S. Billboard Hot Dance Club Play   | 1               |
| Bảng xếp hạng (1996)                 | Vị trí cao nhất |
| Australian Singles Chart             | 100             |

| Bảng xếp hạng (1990)   | Vị trí |
| ---------------------- | ------ |
| Canadian Singles Chart | 40     |
| U.S. Billboard Hot 100 | 44     |

| Quốc gia                                                                           | Chứng nhận | Số đơn vị/doanh số chứng nhận |
| ---------------------------------------------------------------------------------- | ---------- | ----------------------------- |
| Hoa Kỳ (RIAA)                                                                      | Vàng       | 0^                            |
| * Chứng nhận dựa theo doanh số tiêu thụ. ^ Chứng nhận dựa theo doanh số nhập hàng. |            |                               |